# Noureen DeWulf
Noureen DeWulf (New York, 28 febbraio 1984) è un'attrice statunitense.

## Biografia
DeWulf è nata a New York, ma è cresciuta a Stone Mountain (in Georgia), il 28 febbraio 1984, figlia di immigrati indiani di etnia gujarati e di religione islamica. Ha frequentato la Boston University. È agnostica.
Il 3 settembre 2011 ha sposato il portiere di hockey Ryan Miller, con il quale ha avuto un figlio nel 2015, Bodhi Ryan Miller.

## Carriera
DeWulf ricevette il suo primo ruolo d'attrice nel film del 2005 West Bank Story in cui recitò la parte di Fatima, cassiera di un fast food proveniente dalla Palestina, che si innamora di un soldato israeliano. Questa parte fu molto importante per lei, perché la rese famosa.
Prende poi parte al film del 2007 Il peggior allenatore del mondo, nel ruolo di Jizminder Featherfoot e partecipa a delle serie televisive quali Numb3rs e 90210.
Un altro ruolo importante lo ottenne nel film del 2009 La rivolta delle ex, accanto a Matthew McConaughey, nella parte di Melanie, il fantasma del Presente. Sempre nel 2009 recitò nella mini-serie televisiva Maneater accanto a Sarah Chalke, Maria Conchita Alonso, Garcelle Beauvais, Gregory Harrison, Judy Greer, e Marla Sokoloff.
Nel 2010 è entrata a far parte del cast di Piacere, sono un po' incinta, con Jennifer Lopez e Alex O'Loughlin.

## Filmografia

### Cinema
- West Bank Story, regia di Ari Sandel – cortometraggio (2005)
- American Dreamz, regia di Paul Weitz (2006)
- Pledge This!, regia di William Heins (2006)
- Americanizzando Shalini (Americanizing Shelley), regia di Lorraine Senna (2007)
- Ocean's Thirteen, regia di Steven Soderbergh (2007)
- Il peggior allenatore del mondo (The Comebacks), regia di Tom Brady (2007)
- Killer Pad, regia di Robert Englund (2008)
- Pulse 2: Afterlife, regia di Joel Soisson (voce) (2008)
- Pulse 3, regia di Joel Soisson (voce) (2008)
- The Strip, regia di Jameel Khan (2009)
- La rivolta delle ex (Ghosts of Girlfriends Past), regia di Mark Waters (2009)
- La concessionaria più pazza d'America (The Goods: Live Hard, Sell Hard), regia di Neal Brennan (2009)
- The Taqwacores, regia di Eyad Zahra (2010)
- Piacere, sono un po' incinta (The Back-up Plan), regia di Alan Poul (2010)
- 41 anni vergine, regia di Craig Moss (2011)
- Zambezia, regia di Wayne Thornley (2012) - voce
- They Came Together, regia di David Wain (2014)
- Bad Match, regia di David Chirchirillo (2017)
- The Wedding Year, regia di Robert Luketic (2019)
- Ricomincio da te - Endings, Beginnings (Endings, Beginnings), regia di Drake Doremus (2020)

### Televisione
- CSI: NY – serie  TV, 1 episodio (2005)
- Girlfriends – serie  TV, 2 episodi (2005)
- Numb3rs – serie  TV, 1 episodio (2006)
- Love, Inc. – serie  TV, 1 episodio (2006)
- Welcome to the Jungle Gym, regia di Gabrielle Allen – film TV (2006)
- Mindy and Brenda, regia  di Andrew D. Weyman – film TV (2006)
- Revenge, regia  di Damon Santostefano – film TV (2007)
- Courtroom K, regia  di Anthony e Joe Russo – film TV (2007)
- Two Dollar Beer, regia di Mike Binder (2007)
- Chuck – serie  TV, 1 episodio (2008)
- Welcome to the Captain – serie  TV, 1 episodio (2008)
- 90210 – serie  TV, 2 episodi (2009)
- Reno 911! – serie TV, 1 episodio (2009)
- Maneater – serie TV, 2 episodi (2009)
- Hawthorne - Angeli in corsia (Hawthorne) – serie  TV, 5 episodi (2010-2011)
- Hard Times - Tempi duri per RJ Berger (The Hard Times of RJ Berger) – serie  TV, 2 episodi (2010)
- Anger Management – serie TV, 100 episodi (2012-2014)

## Doppiatrici italiane
Nelle versioni in italiano delle opere in cui ha recitato, Noureen DeWulf è stata doppiata da:
- Francesca Manicone in American Dreamz, Il peggior allenatore del mondo
- Letizia Scifoni in CSI: NY
- Federica De Bortoli ne La rivolta delle ex
- Cristina Giachero ne La concessionaria più pazza d'America
- Domitilla D'Amico in Piacere, sono un po' incinta
- Chiara Francese in Anger Management
- Giorgia Brasini in Bad Match
- Ludovica De Caro in Good Girls